# 구로다 시게코
구로다 시게코(黒田茂子, 1897년 5월 29일~1991년 6월 26일)는 일본의 구황족으로 구로다 나가미치 후작의 부인이다. 간인노미야 고토히토 친왕의 제2왕녀이자 산조 사네토미 공작의 외손녀이다.

## 같이 보기
- 후쿠오카시 미술관
- 후쿠오카시 박물관